# フェアフィールド郡 (オハイオ州)
フェアフィールド郡（英: Fairfield County）は、アメリカ合衆国オハイオ州の中央部に位置する郡である。人口は15万8921人（2020年）。郡庁所在地はランカスターであり、同郡で人口最大の都市である。
フェアフィールド郡はコロンバス大都市圏に属している。郡名はイギリス、ランカシャー州ランカスター市のフェアフィールド地域から採られた。郡庁所在地のランカスター市も同様である。

## 歴史
フェアフィールド郡は当初現在よりも広い領域だったが、その後に郡域からノックス郡、ホッキング郡、リッキング郡、ペリー郡、ピッカウェイ郡が設立されて現在の広さまで小さくなった。

## 地理
アメリカ合衆国国勢調査局に拠れば、郡域全面積は508.56平方マイル (1,317.2 km2)であり、このうち陸地504.41平方マイル (1,306.4 km2)、水域は4.15平方マイル (10.7 km2)で水域率は0.82%である。
フェアフィールド郡はアパラチア山脈の縁に位置している。かつて氷河作用を受けた郡北部はかなり平坦だが、アメリカ国道33号線に沿って南下すると、キャロル村あたりから山岳部の麓丘陵部が始まる。州あるいは連邦政府によって定義されたアパラチア山脈には入っていないが、郡内の特定地域、特にアメリカ国道22号線より南の地域は地形的にも人口的にもアパラチア山脈地方の特徴を持っている。
景観の良いホッキング丘陵が南側にあるが、その大半は南隣のホッキング郡に入っている。バッカイ湖の大半はフェアフィールド郡北東部にある。
幽霊屋敷という評判があるマッドハウス邸宅が郡内にある。

### 隣接する郡
- リッキング郡 - 北
- ペリー郡 - 東
- ホッキング郡 - 南
- ピッカウェイ郡 - 南西
- フランクリン郡 - 北西

## 人口動態
以下は2000年国勢調査による人口統計データである。
| 基礎データ - 人口: 146,156人 - 世帯数: 54,310 世帯 - 家族数: 39,846 家族 - 人口密度: 111人/km2（289人/mi2） - 住居数: 58,678軒 - 住居密度: 44軒/km2（116軒/mi2） 人種別人口構成 - 白人: 90.02% - アフリカン・アメリカン: 6.00% - ネイティブ・アメリカン: 0.20% - アジア人: 1.10% - 太平洋諸島系: 0.00% - その他の人種: 0.23% - 混血: 1.90% - ヒスパニック・ラテン系: 1.70% 年齢別人口構成 - 18歳未満: 26.3% - 18-24歳: 8.0% - 25-44歳: 30.2% - 45-64歳: 23.9% - 65歳以上: 12.4% - 年齢の中央値: 38歳 - 性比（女性100人あたり男性の人口） - 総人口: 99.2 - 18歳以上: 96.3 | 世帯と家族（対世帯数） - 18歳未満の子供がいる: 34.1% - 結婚・同居している夫婦: 57.3% - 未婚・離婚・死別女性が世帯主: 11.2% - 非家族世帯: 26.6% - 単身世帯: 21.9% - 65歳以上の老人1人暮らし: 8.4% - 平均構成人数 - 世帯: 2.64人 - 家族: 3.07人 収入と家計 - 収入の中央値 - 世帯: 47,962米ドル - 家族: 55,539米ドル - 性別 - 男性: 39,566米ドル - 女性: 27,353米ドル - 人口1人あたり収入: 21,671米ドル - 貧困線以下 - 対人口: 5.9% - 対家族数: 4.5% - 18歳未満: 7.4% - 65歳以上: 6.2% |

## 郡区

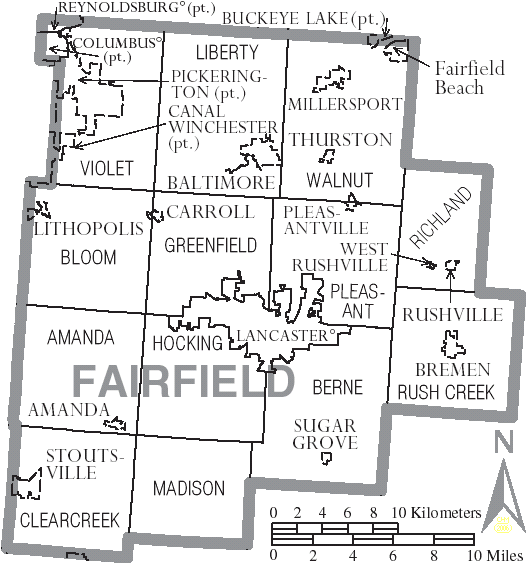
フェアフィールド郡図

フェアフィールド郡は下記13の郡区に分割されている。
| - アマンダ - バーン - ブルーム - クリアクリーク - グリーンフィールド | - ホッキング - リバティ - マディソン - プレザント | - リッチランド - ラッシュクリーク - バイオレット - ウォルナット |

## 都市
- ランカスター - 郡庁所在地
- ピッカリントン
- レイノルズバーグ
- コロンバス、大半はフランクリン郡内

### 村
| - アマンダ - ボルティモア - ブレーメン - バッカイレイク - キャナルウィンチェスター | - キャロル - リソポリス - ミラーズポート - プレザントビル - ラッシュビル | - スタウツビル - シュガーグローブ - タールトン - サーストン - ウェストラッシュビル |

### 国勢調査指定地域
- フェアフィールドビーチ

### 未編入の町
| - シーダーヒル - クリアポート - コルファクス - デルモント - ドリンクル - デュモンツビル | - ジェネバ - グリーンキャッスル - ハンバーグ - ヘイブンズポート - フッカー - ホーンズミル | - ジェファーソン - ロックビル - マーシー - ニューセイラム - ースバーン - オークランド | - オークソープ - レベンジ - ロイヤルトン - ウォータールー |

## 教育

### 公共教育学区
- アマンダ・クリアクリーク・ローカル教育学区
- バーン・ユニオン・ローカル教育学区
- ブルーム・キャロル・ローカル教育学区
- キャナル・ウィンチェスター・ローカル教育学区（フランクリン郡とフェアフィールド郡に跨る）
- フェアフィールド・ユニオン・ローカル教育学区
- ランカスター市教育学区
- リバティ・ユニオン・サーストン・ローカル教育学区
- ノーザン・ローカル教育学区
- ピッカリントン・ローカル教育学区
- レイノルズバーグ・ローカル教育学区
- サウスウェスト・ローカル教育学区
- ティーズバレー・ローカル教育学区 （ほぼ全体がピッカウェイ郡）
- ウォルナット郡区ローカル教育学区

### 小学校
- セントバーナデット・スクール

### 高校
- アマンダ・クリアクリーク・デジタル・アカデミー
- アマンダ・クリアクリーク高校
- リバティ・ユニオン高校
- ブルーム・キャロル高校
- フェアフィールド職業訓練校
- フェアフィールド・ユニオン高校
- ランカスター・フェアフィールド・オルターナティブスクール
- ランカスター高校
- ミラーズポート中学・高校一貫校
- ウォルナット郡区アカデミー
- ピッカリントン中央高校
- ピッカリントン北高校
- バーン・ユニオン高校
- ウィリアム・V・フィッシャー・カトリック高校